# Гребля Каскелен
Гребля Каскелен — споруда на півдні Казахстану.
Селеві явища є типовими для північних схилів Заілійського Алатау, тому тут споруджено цілий ряд захисних гребель, однією з яких є споруда на річці Каскелен. Гребля, що стала до ладу в 1984 році, виконана як споруда із залізобетонних конструкцій (стержнів) та нагадує бджолині соти — вона є наскрізною і має за мету передусім затримати каміння, яке несе з собою сель.
Висота греблі 20 метрів, довжина 88 метрів, ширина від 8 метрів (по гребеню) до 48 метрів (по основі). Об'єм селесховища становить 2,2 млн м3 селевої маси.
В 1986 році Каскеленська гребля витримала невеликий сель.